# Joaquim Trigo de Negreiros
Joaquim Trigo de Negreiros (Longra, Barcel, Mirandela, 11 de agosto de 1900 — Lisboa, 23 de março de 1973) foi um advogado e magistrado, formado em Direito pela Universidade de Coimbra (1923), que exerceu importantes cargos políticos durante o regime do Estado Novo, entre os quais o de presidente da Câmara Municipal de Vila Flor (1926-1927), governador civil do Distrito do Porto (1938-1940), Subsecretário de Estado das Corporações e Previdência Social (1940-1944), Secretário de Estado da Assistência Social e Ministro do Interior. Colaborou em vários jornais e revistas na área do Direito e da Assistência Social.

## Biografia
Foi uma figura de grande influência no seu tempo. Foi Presidente da Câmara de Vila Flor (1926-1927), conservador do Registo Predial em Esposende e em Valpaços, exercendo advocacia na região do Porto até 1943.
Foi secretário do Tribunal da Relação do Porto (1934-1936) e depois delegado do Procurador da República junto daquele tribunal (1936-1938).
Foi governador civil do Distrito do Porto (1938-1940) ingressando de seguida no governo, primeiro como Subsecretário de Estado das Corporações e Previdência Social (1940-1944), passando a Secretário de Estado da Assistência Social. Foi Ministro do Interior (1950-1958).
A 30 de abril de 1942, foi agraciado com o grau de Grande-Oficial da Ordem Militar de Cristo, tendo sido elevado a Grã-Cruz da mesma Ordem a 15 de junho de 1955.
Colaborou em vários jornais e revistas na área do Direito. Existe um busto em bronze de Joaquim Negreiros junto à entrada principal do Hospital de Mirandela, bem como na aldeia de Barcel, sede da freguesia de onde era natural.

## Obras publicadas
- Crédito Agrícola
- Assistência social : princípios e realizações, separata do Boletim da Assistência Social, Lisboa, 1949.
- Bragança: Da Terra e da Gente, Lisboa, 1949.
- Seara de Deus, Lisboa, 1956.
- Pensamento e Acção, Lisboa, 1957.
- A Ordem Jurídica e a Revolução, Lisboa, Edições Panorama (1966).